# Zinkselenit
Zinkselenit ist eine anorganische chemische Verbindung des Zinks aus der Gruppe der Selenite.

## Vorkommen
Zinkselenit kommt natürlich in Form des Minerals Zincomenit vor.

## Gewinnung und Darstellung
Zinkselenit kann durch Reaktion von Natriumselenit- mit Zinksulfatlösungen oder Zink(II)-oxid mit Selenigsäure-Lösungen gewonnen werden. Es wurde zuerst von Berzelius Anfang des 19. Jahrhunderts dargestellt.
{\displaystyle \mathrm {Na_{2}SeO_{3}+ZnSO_{4}\longrightarrow ZnSeO_{3}\downarrow +\ Na_{2}SO_{4}} }

## Eigenschaften
Zinkselenit ist ein weißlicher Feststoff, der praktisch unlöslich in Wasser ist. Er kommt in zwei Kristallstrukturformen vor, wobei eine nur metastabil ist. Daneben existieren auch Hydrate der Verbindung. Die β-Form besitzt eine orthorhombische Kristallstruktur mit der Raumgruppe Pbca (Raumgruppen-Nr. 61). Die α-Form entsteht bei der Dehydration der Mono- und Dihydrate.